# WATT (poppodium)
WATT was een gemeentelijk poppodium, café en uitgaansgelegenheid aan de West-Kruiskade in de Nederlandse stad Rotterdam. Het poppodium werd op 4 september 2008 geopend en was gevestigd in het voormalige pand van Nighttown.
Nighttown werd, nadat de uitgaansgelegenheid failliet was verklaard, gekocht door Aryan en Willem Tieleman, en hun partner Ted Langenbach. Zij openden in hetzelfde pand een nieuw poppodium annex horecagelegenheid, onder de naam WATT. WATT onderscheidde zich door zich een duurzaam imago aan te meten, met onder andere een energie-opwekkende dansvloer.
In november 2008 werd bekend dat Watt wegens ernstige overtredingen van de wet op geluidsoverlast werd beboet.
Na aanhoudende financiële problemen werd WATT gedwongen te fuseren met poppodium Waterfront.
Op 16 juni 2010 maakte WATT op de eigen website bekend faillissement aan te vragen.
Eind november 2010 werd bekend dat de locatie gebruikt gaat worden voor Europa's grootste uitgaansgelegenheid gericht op homo's onder de naam Lef XL. Krap een jaar later was Lef XL nog steeds niet geopend. Begin november 2011 gaf de pandeigenaar van het gebouw aan niet verder te willen investeren in de aanpassing van het gebouw alvorens de opening zou plaatsvinden. Aangezien de gemeente rond die tijd nog steeds geen groen sein had gegeven is besloten over te gaan op verkoop van het pand. Sinds december 2013 is er een Aziatische supermarkt gevestigd in het pand.